# Carlos Melgar
Carlos Antonio Melgar Vargas (Santa Cruz de la Sierra, 4 de noviembre de 1994) es un futbolista boliviano. Juega como centrocampista. Actualmente milita en Bolívar de la Primera División de Bolivia.

## Clubes
| Club              | País    | Año               |
| ----------------- | ------- | ----------------- |
| Oriente Petrolero | Bolivia | 2016              |
| Petrolero         | Bolivia | 2016 - 2017       |
| Wilstermann       | Bolivia | 2018- 2020        |
| Royal Pari        | Bolivia | 2021              |
| Bolivar           | Bolivia | 2022 - 2023       |
| Royal Pari        | Bolivia | 2023              |
| Guabirá           | Bolivia | 2024              |
| Bolívar           | Bolivia | 2024 - Actualidad |

## Palmarés

### Títulos nacionales
| Título           | Club              | País    | Año           |
| ---------------- | ----------------- | ------- | ------------- |
| Primera División | Jorge Wilstermann | Bolivia | Apertura 2018 |
| Primera División | Jorge Wilstermann | Bolivia | Clausura 2019 |
| Primera División | Bolívar           | Bolivia | Apertura 2022 |
| Primera División | Bolivar           | Bolivia | Clausura 2024 |
| Primera División | Bolívar           | Bolivia | 2024          |